# Тешнер, Густав Вильгельм
Густав Вильгельм Тешнер (нем. Gustav Wilhelm Teschner; 26 декабря 1800, Магдебург — 7 мая 1883, Дрезден) — немецкий музыкальный педагог и музыковед.
Учился у Иоганна Иоахима Ваксмана и Иоганна Андреаса Зеебаха в Магдебурге, с 1824 г. у Карла Фридриха Цельтера в Берлине, с 1829 г. в Италии у Джироламо Крешентини и наконец в Дрездене у Иоганна Алоиса Микша. Работал и преподавал вокальное искусство в Берлине, опубликовал ряд оригинальных вокальных упражнений и сольфеджио, а также вокальных упражнений итальянских авторов — Крешентини, Амброджо Минойи, Николо Дзингарелли и др. Выступал также как публикатор и редактор сочинений старых немецких композиторов: Михаэля Преториуса, Иоганнеса Эккарда и др.